# Georgi Todorov
Georgi Stojanov Todorov (in bulgaro Георги Стоянов Тодоров?; Bolhrad, 10 agosto 1858 – Sofia, 16 novembre 1934) è stato un generale bulgaro.
Combatté nella guerra russo-turca (1877-1878),nella guerra serbo-bulgara (1885), nelle guerre balcaniche (1912–1913) e anche nella prima guerra mondiale (1914–1918).

## Biografia
All'età di 19 anni s'arruolò nel corpo bulgaro degli opălčenci durante la guerra russo-turca del 1877-1878. Dopo la guerra si diplomò nel primo corso della Accademia Militare di Sofia nel 1879. Nel 1882 entrò nell'Accademia di San Pietroburgo ma non riuscì a diplomarsi perché ritorno in patria per l'unificazione della Bulgaria nel 1885 e prese parte alla guerra che seguì immediatamente dopo. Durante il conflitto contro la Serbia comandò un'unità che lottò vittoriosamente contro i serbi nell'area di Vidin e Kula.
Dopo la guerra partecipò alla detronizzazione di Alessandro I e fu congedato dall'esercito, salvo poi rientrarvi nel 1886. Il 13 agosto 1887 fu promosso al rango di maggiore e il 1º gennaio 1896 Todorov divenne colonnello. Lavorò nell'Accademia militare e come comandante della guarnigione di Sevlievo. Il 1º gennaio 1910 fu promosso al rango Maggiore Generale al comando della 7ª divisione di Fanteria 'Rila'.
Durante la prima guerra balcanica (1912–1913) come comandante della Settima divisione di fanteria "Rila" avanzò verso Salonicco ed il 26 gennaio 1913 sconfisse gli ottomani nella battaglia di Bulair.
Durante la seconda guerra balcanica, nel 1913, la sua divisione partecipò alla battaglia di Kalimanci dove i Serbi furono sconfitti.
Dopo l'ingresso della Bulgaria nella prima guerra mondiale fu messo al comando della 2ª armata. Guidò le operazioni sul fronte macedone che terminò con la sconfitta dei serbi nella battaglia di Ovče Pole. Coi successi dell'esercito bulgaro, non si permise l'incontro tra le forze alleate e quelle serbe in rotta dal nord della Serbia. Nel febbraio 1917 era al comando della 3ª armata e sconfisse i rumeni in Dobrugia. Dall'8 settembre 1918 divenne comandante in capo dell'esercito bulgaro dopo la malattia del generale Nikola Žekov. Inoltre partecipò alla battaglia di Dobro Pole che fu la sola vera sconfitta inflitta ai bulgari nel corso della guerra. Fu definitivamente congedato nel 1919.
Morì il 16 novembre 1934 a Sofia.